# مدرسة دارتموث الثانوية
مدرسة دارتموث الثانوية (Dartmouth High School) هي مدرسة ثانوية عمومية يدرس فيها مدة أربع سنوات والمدرسة تقع في مدينة دارتموث بولاية ماساتشوستس الأميركية.
هناك 1,064 طالبًا و78.4 مدرسًا داخل الفصل (وفق مقاس معادلة الدوام الكامل)، ما ينتج عنه معدل 13.6 طالبًا لكل مدرس، اعتبارًا من السنة الدراسية 2016/2017.

## تاريخ
أنشئت المدرسة عام 1902 بشارع روسلز ملز في بناية يحل محلها اليوم محل سالت مارش پوتري لفخار التزيين. انتقلت المدرسة بحلول ثلاثينات القرن العشرين إلى مبنى بشارع سلوكم (ويشار إليها باسم مدرسة ألمر پول) والذي هو مقر المدينة الآن. بنيت مدرسة جديدة بجانب مدرسة ألمر پول في زاوية شارع هوثورن وتم تمديدها مرتين في 1965 و1981. انتقلت المدرسة عام 2003 إلى مكانها الحالي برأس شارع بايكرڤل عند تقاطعه مع شارع روسلز ملز على أرض كانت تنتمي لأسرة كنغ سابقا، والمدرسة القديمة هي المدرسة الإعدادية الآن.
وعام 1993 طعن طالب في درس العلوم الاجتماعية اسمه جيسون روبنسن حتى الموت من طرف زملاء له اقتحموا الفصل مسلحين بمضارب بايسبول وهراوات وسكاكين. اتهم كل من كارتر ريد وغاتور كولت وعمرهما 16 عام ونيجل تومس وعمره 15 عام بجريمة قتل من الدرجة الأولى. لفت الحدث انتباه البلد كله نظرا لشراسة الجريمة وأنه حدث للمرة الأولى في تاريخ المدرسة.

## قسم الموسيقى
لقسم الموسيقى في مدرسة دارتموث الثانوية تاريخ طويل من النجاح وحسن السمعة حول البلد. يشمل قسم الموسيقى فرقة المسيرة وفرقة الأداء وفرقة الجاز والأوركسترا والجوقة. 

## رياضة
لمدرسة دارتموث الثانوية تاريخ طويل من النجاح في الرياضة. فاز فرق المدرسة ببطولات رياضية عديدة منذ تأسيس المدرسة.

## خريجون متميزون
- هدى قطان - رائدة أعمال وخبيرة تجميل
- برايان روز - لاعب كرة قاعدة سابقا
- آرثر لونش - لاعب كرة قدم أميركية
- بيت سوزا - رئيس تصوير رسمي للبيت الأبيض (2009-2017)